# Ричард Ајоади
Ричард Ајоади (енгл. Richard Ayoade; Лондон, 25. децембар 1977) британски је глумац, режисер, сценариста и ТВ презентер.
Најпознатији је по улози Мориса Моса у серији Банда из одељења информатике. 
Режирао је спотове за неколико познатих бендова као што су Arctic Monkeys, Vampire Weekend, Yeah Yeah Yeahs и Kasabian. 
Дебитански играни филм Подморница из 2010. донео му је номинацију за награду БАФТА. 2013. изашао је и његов други филм Двојник, адаптација истоименог романа Фјодора Достојевског.

## Филмографија

### Телевизија
| Година          | Наслов                              | Улога                      | Напомене                                |
| --------------- | ----------------------------------- | -------------------------- | --------------------------------------- |
| 2003–2007       | The Mighty Boosh                    | Сабу                       | 5 епизода сценариста - 1 епизода        |
| 2004            | Garth Marenghi's Darkplace          | Дин Лернер / Торнтон Рид   | Сценариста, режисер                     |
| 2005            | Нејтан Барли                        | Нед Сманкс                 |                                         |
| 2006            | Man to Man with Dean Learner        | Ден Лернер                 | Сценариста, режисер, продуцент          |
| 2006            | Time Trumpet                        | глуми самог себе           |                                         |
| 2006            | Snuff Box                           | Домаћин музичке емисије    | 2 епизоде                               |
| 2006            | The Big Fat Anniversary Quiz        | У тиму са Дејвидом Мичелом |                                         |
| 2006–2010, 2013 | Банда из одељења информатике        | Морис Мос                  |                                         |
| 2010            | The Big Fat Quiz of the Year        | У тиму са Ноелом Филдингом | епизода из 2010.                        |
| 2011            | Community                           |                            | режисер - Critical Film Studies епизода |
| 2012            | Noel Fielding's Luxury Comedy       | градски џентлмен           | 3 епизоде                               |
| 2012            | Full English                        | Едгар                      | глас                                    |
| 2012            | Never Mind the Buzzcocks            | Домаћин                    | Сезона 26, епизода 7                    |
| 2012            | The Big Fat Quiz of the Year        | У тиму са Габи Логан       | епизода из 2012.                        |
| 2012            | The Big Fat Quiz of the '00s        | У тиму са Ноелом Филдингом |                                         |
| 2013            | Strange Hill High                   | Темплетон                  | глас                                    |
| 2013            | Gadget Man                          | Домаћин                    | друга сезона                            |
| 2013            | Was It Something I Said?            | Капитен тима               |                                         |
| 2013            | The Big Fat Quiz of the Year        | У тиму са Ноелом Филдингом | епизода из 2013.                        |
| 2013            | The Big Fat Quiz of the '90s (2013) | У тиму са Бобом Мортимером |                                         |
| 2019−2020       | Мандалоријанац                      | Зеро                       | 2 епизоде                               |

### Филм
| Година | Наслов                      | Улога                 | Напомене            |
| ------ | --------------------------- | --------------------- | ------------------- |
| 2004   | Живот и смрт Питера Селерса | фотограф на венчању   |                     |
| 2004   | AD/BC: Рок опера            | Џозеф                 | сценариста, режисер |
| 2005   | Фестивал                    | Двајст Свон           |                     |
| 2010   | Подморница                  |                       | сценариста, режисер |
| 2012   | Ванземаљци из комшилука     | Џамаркус              |                     |
| 2013   | Двојник                     |                       | сценариста, режисер |
| 2017   | Меда Педингтон 2            | форензички истражитељ |                     |
| 2019   | Лего филм 2                 | Сладолед Корнет       | глас                |
| 2020   | Душа                        | Џери                  | глас                |
| 2022   | Лоши момци                  | Руперт Мармелада      | глас                |